# Star Modelo Z-62
A Star Modelo Z-62 é uma submetralhadora de origem espanhola que foi desenvolvida para substituir a Star Modelo Z-45 em 1962.

## Visão geral
A Star Model Z62 é uma arma de fogo operada por blowback que dispara a partir de um ferrolho aberto. As variantes anteriores vinham com um gatilho duplo crescente para modo de tiro único e automático.

## Variantes

### Z-62

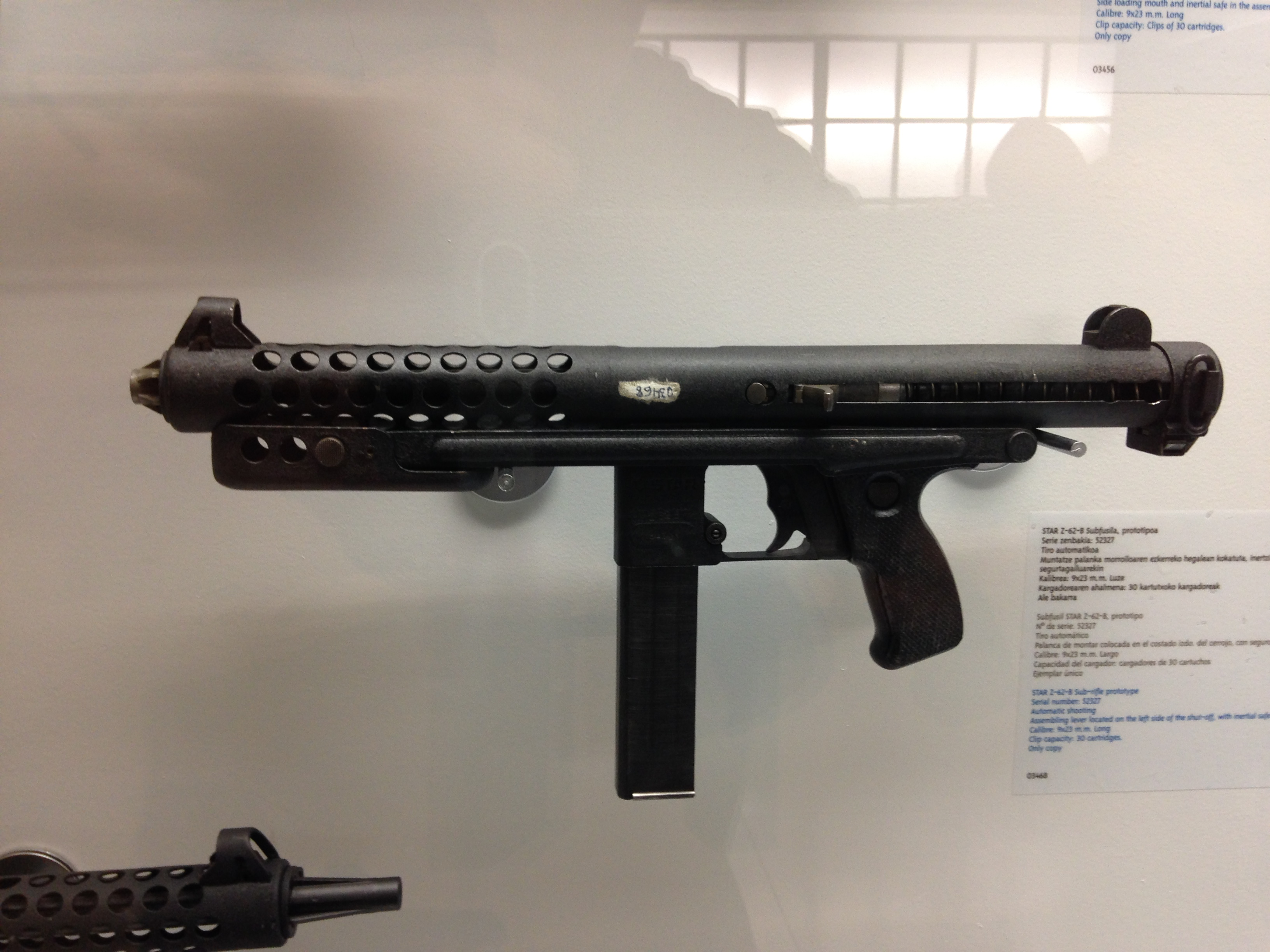
Star Z-62B

Usa um gatilho duplo crescente para semi/totalmente automático. Alavanca de manejo no lado esquerdo do receptáculo. Z-62C usa alavanca de manejo na frente do receptáculo no guarda-mão.

### Z-70

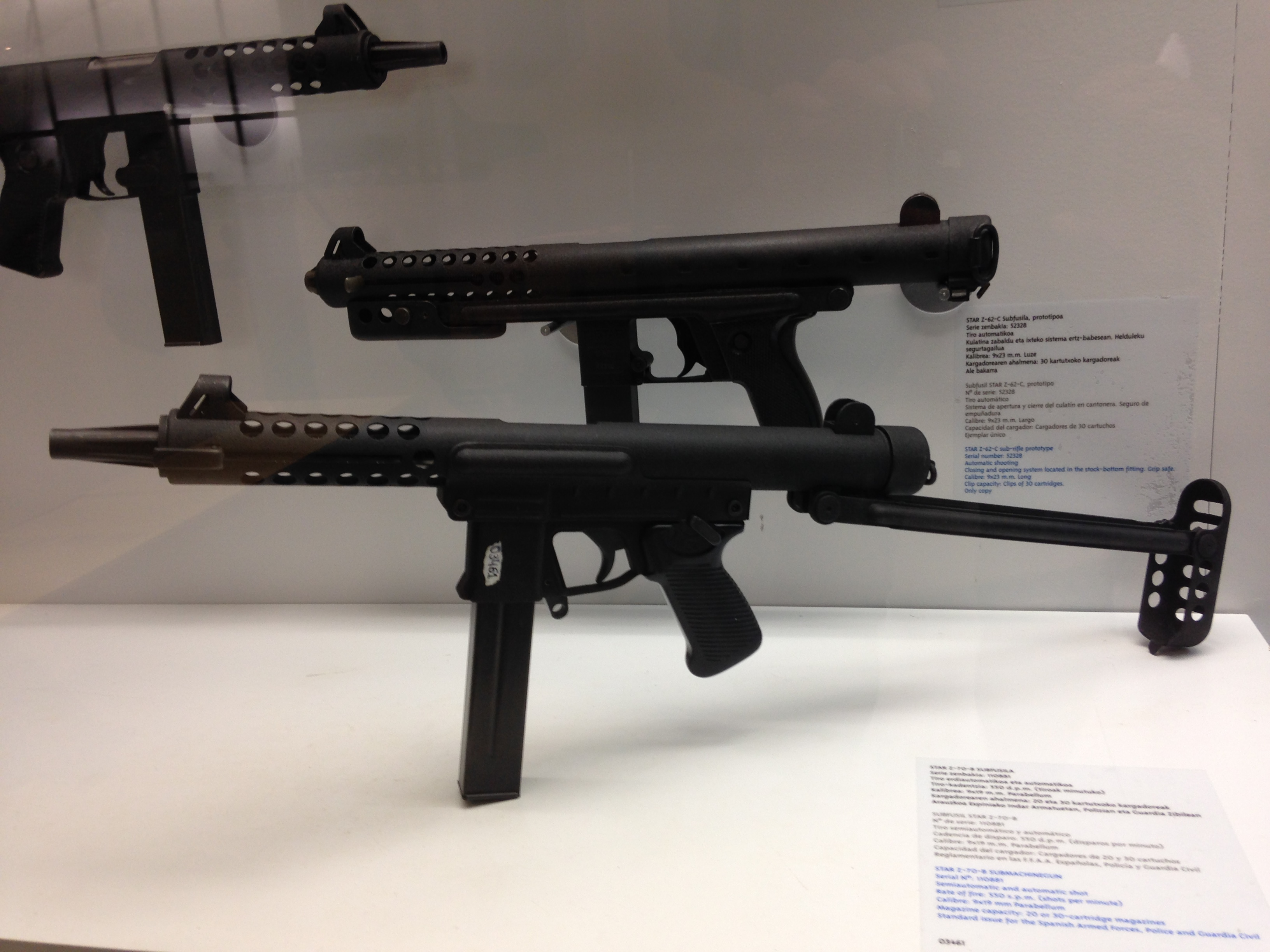
Star Z-70

Usa um único gatilho com chave seletiva no grupo de controle de fogo. Alavanca de manejo na frente do receptáculo no guarda-mão.

## Operadores
- Argentina
- Bolívia: Emitida para as forças policiais.[3]
- Espanha[4]